# Bold Conceptions
Albums de Bob James
Explosions
(1965)
Bold Conceptions est le premier album du Bob James Trio

## Liste des titres
1. A Moment’s Notice
2. Nardis
3. The Night We Called It A Day
4. Trilogy
5. Quest
6. My Love
7. Fly Me to the Moon (aka In Other Words)
8. Birks’Works
9. Softly As in A Morning Sunrise
10. Ghost Riders in the Sky

## Musiciens
- Bob James Piano
- Ron Brooks Contrebasse
- Robert Pozar Percussion